# El deseo atrapado por la cola

Le Désir attrapé par la queue (El deseo atrapado por la cola) es una obra de teatro surrealista en seis actos escrita en Francés por Pablo Ruiz Picasso en enero de 1941 bajo la  Ocupación. Concebida como un acto de resistencia, anticipa el Teatro del absurdo.
Tras una primera representación privada realizada el 19 de marzo de 1944 con amigos íntimos de Picasso, la pieza fue llevada a escena por primera vez oficialmente en julio de 1967 en el Festival de la Libre expression en Saint-Tropez, aunque en la localidad de Gassin por prohibición municipal. 

## Contexto histórico

### Contexto de la escritura
A inicios del año 1941, durante la Segunda Guerra Mundial, Pablo Picasso comenzó a escribir una pieza teatral, en el París ocupado y al comienzo de unas duras restricciones de alimentos. La escritura solo le ocupó cuatro días, entre el 14 de enero y el 17 de enero de 1941.
Tres años después, ante el avance de los Aliados, la Gestapo y sus brigadas especiales se ocupaban de llenar los últimos convoyes a Auschwitz. 
El 2 de marzo de 1944 Pablo Picasso supo que Max Jacob, su amigo poeta, con quien cuarenta años antes compartió la miseria y aprendió Francés, había sido internado en el campo de Drancy. Los amigos de Max Jacob se movilizaron pero pidieron al pintor que no interviniera, por su posición demasiado comprometida. Picasso fue incapaz de liberar al viejo poeta, cuyos poemas llegaban clandestinamente incluso hasta los stalags. Murió tres días después, víctima de las condiciones de detención.
Pablo Picasso invitó a sus amigos el 19 de marzo de 1944, a interpretar y asistir a su drama surrealista bajo el retrato que hizo a Jacob dos años antes en el salón de Michel Leiris, que vivía en un apartamento cercano al suyo, en el 53 bis del quai des Grands-Augustins de París.
Albert Camus, quien ya había publicado su ensayo sobre el absurdo de la condición humana Le Mythe de Sisyphe, fue el responsable de la puesta en escena. Asistieron Jacques Lacan, Cécile Éluard, Jean-Louis Barrault, Georges Bataille, Sylvia Bataille, Georges Braque, María Casares, Valentine Hugo, Henri Michaux, Pierre Reverdy y Claude Simon, quien hizo en 1997 una descripción llena de ironía en su novela Le Jardin des plantes. Meses más tarde Picasso se reunió con los mismos el 16 de junio de 1944, en su casa de la "rue des Grands-Augustins", para agradecerles e inmortalizar el suceso con una fotografía de Brassaï, que se hará célebre.
La iniciativa recuerda la de Lily Pastré, a la que había asistido a principios de 1942 Jacques Lacan visitando a su paciente Youra Guller en el Château de Montredon. Esta lectura quedó como un momento memorable en el París literario de la Ocupación.

### Papeles en la interpretación privada de 1944
En la primera lectura del Désir attrapé par la queue, el 19 de marzo de 1944, dirigida por Albert Camus, Pablo Picasso fue solo espectador. Los papeles fueron interpretados por:··
- Le Gros Pied (El gran pie): Michel Leiris.
- L'Oignon (la cebolla): Raymond Queneau.
- La Tarte (la tarta): Zanie Campan (Zanie Aubier).
- Sa cousine (su prima): Simone de Beauvoir.
- Le Bout rond (es dedo de pie redondo): Jean-Paul Sartre.
- Les Deux Toutous (los dos perritos): Louise Leiris.
- Le Silence (el silencio): Jacques Bost.
- L'Angoisse grasse (la angustia gorda): Dora Maar.
- L'Angoisse maigre (la angustia flaca): Germaine Hugnet.
- Les Rideaux (las cortinas): Jean Aubier.

### Presentación oficial en 1967
Se volvieron a hacer lecturas después de la guerra, en Londres en 1949, por Dylan Thomas, así como en Nueva York por el grupo The Living Theatre en marzo de 1952. Los neoyorquinos interpretaron parte de la obra en una puesta en escena titulada An Evening of Bohemian Theatre, junto a piezas de Gertrude Stein y T. S. Eliot. Tuvo lugar en el Cherry Lane Theatre en Greenwich Village,
En junio de 1959, Lorees Yerby Dutton dirigió una versión de la obra en el Coffee House Positano en Malibu, California.
Fue puesta en escena en Austria en 1962 en el teatro-atelier del Naschmarkt de Viena, sin autorización del autor. También fue representada en Lausana en el Belles-Lettres, en marzo de 1967, bajo la dirección de Martine Paschoud.
La pieza fue estrenada oficialmente en julio de 1967 en Saint-Tropez en el cuarto "Festival de la Libre expression". Al correr el falso rumor de que uno de los actores orinaba en escena, el consejo municipal de Saint-Tropez votó unánimemente la prohibición de la representación en su territorio y dar parte a la policía. La decisión del ayuntamiento de Saint-Tropez fue denunciada por una cuarentena de escritores, artistas e intelectuales, entre ellos Eugène Ionesco, Jacques Prévert, Maurice Nadeau, Raymond Queneau y la vizcondesa de Noailles. Finalmente una comisión de seguridad prohibió la representación en Saint-Tropez. El alcalde de Gassin fue a ver entonces al creador para ofrecerle un lugar y lograr su confianza. Los ensayos tuvieron lugar en Mas de Chastelas, donde se filmó más tarde La coleccionista de Eric Rohmer La pieza fue finalmente estrenada en Gassin, en la plaza de la Foux.
Dirigida por Jean-Jacques Lebel y Allan Zion, los papeles principales estaban encabezados por Rita Renoir, reemplazando a Bernadette Lafont que estaba prevista inicialmente, Jacques Seiler, László Szabó, Taylor Mead, Ultra Violet, Jacques Blot, Michèle Lemonnier, Marnie Cabanetos y Dort Alae. Los decorados fueron creados por Allan Zion y René Richetin, el vestuario por Quasar Khanh. El grupo Soft Machine organizó happenings en torno a la sala.
La representación fue financiada principalmente por Victor Herbert, un estadounidense que invirtió 250000 francos.

## Personajes y (falta de) trama
Los personajes son alegorías, pero alegorías grotescas que no parecen simbolizar nada. Son Le Gros Pied (el Gran Pie, L'Oignon (la Cebolla), La Tarte (la Tarta), Sa cousine (su Prima), Le Bout rond (el Dedo de pie Redondo), Les Deux Toutous (los Dos Perritos), Le Silence (el Silencio), L'Angoisse grasse (la Angustia Gorda), L'Angoisse maigre (la Angustia Flaca), Les Rideaux (las Cortinas).
La acción carece de coherencia. Una acotación indica que se desarrolla en «completa oscuridad». Los personajes se encuentran en un hotel la tarde del martes 14 de enero de 1941. Los invitados se ocupan solo de tres cosas, el hambre, el frío y el amor: 

aquí traigo la degustación - sin agua en el grifo - sin té – sin azúcar - sin taza ni plato - sin cuchara - sin vaso - sin pan ni mermelada - pero aquí, debajo del brazo, tengo una hermosa sorpresa - mi novela y de esta gruesa salchicha cortaré algunas gruesas rebanadas - que voy a poner en tu cabeza, si lo permites y quieres escucharme muy atentamente durante los largos años de negra noche que ahora podemos pasar felizmente esta mañana hasta el mediodía 
Pie grueso, acto V.

El texto se desarrolla en un estilo totalmente confuso. Escrito en parte mediante la escritura automática tan cara a los surrealistas, los diálogos alternan el espíritu rabelesiano e imágenes sugerentes con un tono de humor más fino. Las referencias directas a la pintura son muy raras, con una mera alusión a las Demoiselles d'Avignon «que ya tienen treinta y tres largos años de ingresos...», aunque el autor utilizó el lenguaje del campo semántico de la pintura y la escultura como observó Raymond Queneau.
El primer traductor al inglés, Bernard Frechtman, escribió en su prólogo: "It says nothing of human destiny or of the human condition. In an age which has discovered man with a capital M, it is gratifying to advise the reader that Picasso has nothing to say of man, nor of the universe. This in itself is a considerable achievement." ("No dice nada del destino humano o de la condición humana. En una época que ha descubierto al hombre con una H mayúscula, es gratificante advertir al lector que Picasso no tiene nada que decir del hombre, ni del universo. Esto en sí mismo es un logro considerable.").

## Una obra polémica
El texto en sí y las indicaciones dadas por el autor para la escenografía y la interpretación provocaron controversias durante sus diferentes representaciones. La obra no se interpretó, en los años que siguieron a su escritura, por temor a la censura o las reacciones de las autoridades. El estreno público en Austria se realizó cortando el texto y sin respetar los deseos del autor, en particular con respecto a la desnudez de los actores. 
Los artículos de prensa hablan de "escritura aproximada", "vulgaridad", "pornografía". La asociación de la pieza con un "happening", cuyo organizador ya había llevado a desórdenes públicos y la intervención de las fuerzas policiales, llevó al ayuntamiento de Saint-Tropez a prohibir la representación de la pieza. Jean-Jacques Lebel precisa: «On a parlé de pornographie. Il y a, c'est vrai, une scène où l'on voit une femme satisfaire sur scène un besoin naturel. [...] Les acteurs se promènent nus, c'est vrai aussi. Mais que je sache, Saint-Tropez n'est pas Lisieux (Se ha hablado de pornografía. Es cierto que hay una escena en la que vemos a una mujer satisfacer en el escenario una necesidad natural. [...] Los actores se pasean desnudos, también es cierto. Pero que yo sepa, Saint-Tropez no es Lisieux. ». Lisieux es conocida por alojar la basílica y la peregrinación de Santa Teresa de Lisieux. 

## Ediciones
El texto apareció inicialmente en una edición limitada a 180 ejemplares. Pablo Picasso distribuyó ejemplares a sus amigos; cada uno lleva impreso el nombre del receptor. 
La primera edición pública en francés es de 1945:
- Picasso, Pablo, Le Désir attrapé par la queue, éditions Gallimard, Paris, 1945, con diversas reediciones.

La primera traducción al inglés se hizo en Londres en 1948, en The Philosophical Library Inc. Existe otra traducción al inglés de 1970 realizada por el biógrafo de Picasso Roland Penrose.
Se publicó en Alemán en 1954: "Wie man Wünsche am Schwanz", traducción alemana de Paul Celan, Zúrich: Verlag der Arche, 1954.
Se publicó una primera traducción al Italiano en 1961 en Italia: "Il desiderio preso per la coda", traducido por Gian Antonio Gibotto y Jean-Paul Manganaro, Roma: Colombo, 1961. 82 p.; 23 cm.
La primera edición en sueco es de 1966: "Åtrån fångad i svansen av Pablo Picasso" ("La desesperación atrapada en la cola por Pablo Picasso"), traducción sueca y posdata de Arne Häggqvist, texto en facsímil francés del manuscrito de Picasso (Arne y Hubert, 1966).
La primera edición en Español es tan tardía cómo 1970, y se realizó en Buenos Aires:
- Picasso, Pablo, El deseo atrapado por la cola, Buenos Aires: Proteo, [1970]. Colección Perfil del Tiempo; v. 5. Traducción de Floreal Mazía.